# Линдли, Джон (кинооператор)
Джон Линдли (англ. John Lindley; род. 17 ноября 1951, Нью-Йорк) — американский кинооператор.

## Биография
Родился 17 ноября 1951 года в городе Нью-Йорк, США. Учился в киношколе Нью-Йоркского университета. Работать кинооператором начинал на съёмках телефильмов и сериалов. В 1999 году был номинирован на премию «Спутник» за лучшую операторскую работу в фильме «Плезантвиль». В 2014 году стал лауреатом премии Американского общества кинооператоров за операторскую работу в пилотной серии сериала «Манхэттен».
Член Американского общества кинооператоров с 1999 года. Проживает в Нью-Йорке. 

## Избранная фильмография
- 1987 — Отчим / The Stepfather (реж. Джозеф Рубен)
- 1988 — Вымогательство / Shakedown (реж. Джеймс Гликенхаус)
- 1988 — Змей и радуга / The Serpent And The Rainbow (реж. Уэс Крэйвен)
- 1989 — Поле его мечты / Field of Dreams (реж. Фил Олден Робинсон)
- 1991 — Отец невесты / Father Of The Bride (реж. Чарльз Шайер)
- 1991 — В постели с врагом / Sleeping With The Enemy (реж. Джозеф Рубен)
- 1992 — Тихушники / Sneakers (реж. Фил Олден Робинсон)
- 1993 — Добрый сынок / The Good Son (реж. Джозеф Рубен)
- 1994 — Я люблю неприятности / I Love Trouble (реж. Чарльз Шайер)
- 1995 — Денежный поезд / Money Train (реж. Джозеф Рубен)
- 1996 — Майкл / Michael (реж. Нора Эфрон)
- 1998 — Плезантвиль / Pleasantville (реж. Гэри Росс)
- 1998 — Вам письмо / You’ve Got Mail (реж. Нора Эфрон)
- 2000 — Счастливые номера / Lucky Numbers (реж. Нора Эфрон)
- 2002 — Цена страха / The Sum of All Fears (реж. Фил Олден Робинсон)
- 2003 — Земное ядро: Бросок в преисподнюю / The Core (реж. Джон Эмиел)
- 2004 — Последний кадр / The Last Shot (реж. Джефф Натансон)
- 2005 — Колдунья / Bewitched (реж. Нора Эфрон)
- 2006 — Кошки-мышки / Catch and Release (реж. Сюзанна Грант)
- 2007 — Кто вы, мистер Брукс? / Mr. Brooks (реж. Брюс Эванс)
- 2007 — Запретная дорога / Reservation Road (реж. Терри Джордж)
- 2009 — Представь себе / Imagine That (реж. Кэри Киркпатрик)
- 2010 — Легион / Legion (реж. Скотт Чарльз Стюарт)
- 2010 — Последняя песня / The Last Song (реж. Джули Энн Робинсон)
- 2014 — Манхэттен / Manhattan (2 серии, реж. Томас Шламме)
- 2014 — Святой Винсент / St. Vincent (реж. Теодор Мелфи)
- 2017 — Кто наш папа, чувак? / Bastards (реж. Лоуренс Шер)
- 2018 — Электрические сны Филипа К. Дика / Philip K. Dick’s Electric Dreams (2 серии, реж. Майкл Диннер, Питер Хортон)
- 2018 — Хитрость / Deception (1 серия, реж. Дэвид Наттер)